# Антоан Бекерел
Антоан Сезар Бекерел (на френски: Antoine César Becquerel) (7 март 1788 — 18 януари 1878) е френски физик. Известен е с това, че пръв прави демонстрация на фотоелектричния ефект през 1839 г. Ефектът бива обяснен от Хайнрих Херц през 1887.
Антоан Бекерел е дядо на Анри Бекерел, откривателя на радиоактивността.